# Grove Hill (Alabama)
Grove Hill város az USA Alabama államában, Clarke megyében, melynek megyeszékhelye is. Lakosainak száma 1818 fő (2020. április 1.).

## Népesség
A település népességének változása:

| 2010 | 1 570 |
| 2020 | 1 818 |